# Zhang Min
Zhang Min (chinês: 张敏, pinyin: Zhāng Mĭn; Zaozhuang, 20 de junho de 1993) é uma remadora chinesa, medalhista olímpica.

## Carreira
Min conquistou a medalha de bronze nos Jogos Olímpicos de Verão de 2020 em Tóquio com a equipe da China no oito com feminino, ao lado de Guo Linlin, Ju Rui, Li Jingjing, Miao Tian, Wang Zifeng, Wang Yuwei, Xu Fei e Zhang Dechang, com o tempo de 6:01.21.